# 倭彦王
倭彦王（やまとひこのおおきみ、やまとひこのおう、生没年不詳）は、『日本書紀』に伝わる古代日本の皇族（王族）。
『日本書紀』によれば第14代仲哀天皇の五世孫であるが、『古事記』には記載がない。

## 系譜
『日本書紀』では倭彦王の出自について足仲彦天皇（第14代仲哀天皇）の五世孫とするが、具体的な系譜は記されていない。『釈日本紀』では誉屋別皇子（仲哀天皇皇子）の子孫かと見えるが、その根拠を詳らかとしない。
なお、皇親の四世王から五世王への拡大が慶雲3年（706年）に定められていることから、世数に関しては『日本書紀』（720年成立）編纂時での造作の可能性が指摘される。継体天皇も応神天皇の五世孫とされるが、こちらに関しては7世紀頃成立の『上宮記』（『釈日本紀』所引）に系譜が詳述されており世数の造作は無いとする説がある一方で、記紀ではその系譜が採用されず不完全な系譜の記載にとどまることから、継体天皇の系譜もまた慶雲3年以降の成立とする説がある。

## 記録
『日本書紀』継体天皇即位前条によると、武烈天皇（第25代）の崩御後に皇位継承者がなく、皇統断絶の危機を迎えた。そこで大伴金村らは、丹波国桑田郡（現京都府亀岡市）にいた倭彦王を擁立しようとした。しかし、王としてのふさわしさを確かめるために金村らが武装して迎えに行ったところ、倭彦王はこれに恐れをなして逃げ出し、行方知れずになったという。その後、代わって越前国にいた男大迹王（おおどのおおきみ、第26代継体天皇）が即位することとなった。
『古事記』では倭彦王の記載は見えない。

## 考証

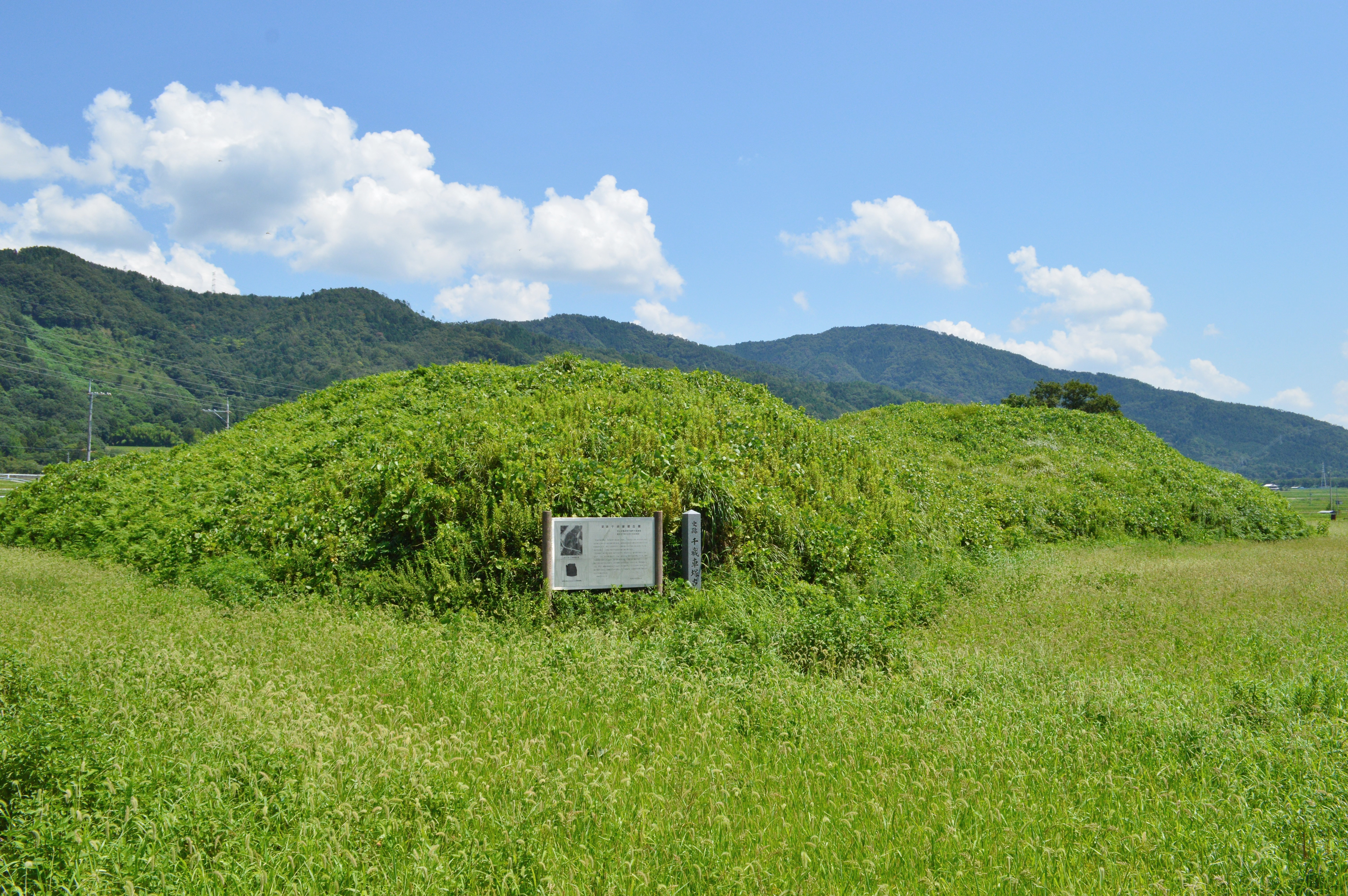
千歳車塚古墳（京都府亀岡市）

倭彦王は実在性の可能性の薄い仲哀天皇の後裔であり、かつ名前も「ヤマトヒコ」という普通名詞であることから伝承性の強い人物とされ、継体天皇擁立の伏線をなす伝承中の王と見られている。この伝承には、仲哀天皇（第14代）五世孫という倭彦王を持ち出すことによって、仁徳天皇（第16代）から武烈天皇（第25代）の無嗣を確定するとともに、迎えの使者を見て逃げ出す臆病な倭彦王と、堂々とした威厳ある態度で使者を迎えた大王にふさわしい男大迹王と対比することによって、応神天皇（第15代）五世孫という継体天皇の正統性を確立する意図があったとされる。
一方、記事に見える丹波国桑田郡（現・京都府亀岡市周辺）には、6世紀前半の築造で当時としては近畿地方屈指の規模の千歳車塚古墳が残ることから、倭彦王ないしそのモデルになった人物が同地に実在したとする説がある。同地では千歳車塚古墳の前後に相当規模の古墳が築かれた形跡がないことから、外から来た有力者が埋葬されたと推測され、在地豪族ではない倭彦王の存在が注目される。この千歳車塚古墳の墳形は伝統的な5世紀の「片直角型」前方後円墳で、同時期の大王墓で継体天皇真陵とされる今城塚古墳（大阪府高槻市）のような新しい「剣菱型」前方後円墳とは性格を異にするが、埴輪は千歳車塚古墳・今城塚古墳、さらに真の手白香皇女陵と考えられる西山塚古墳とも同じ新池埴輪窯遺跡から供給されたものになる。『新修亀岡市史』ではこの様相を基にして、倭彦王のモデル人物はヤマト王権の血統を受け継ぐ人物で継体天皇とも友好関係にあったが、何らかの事情により皇位継承を辞退したということがあり、それがのちに「倭彦王」の伝承を生んだと推測している。
上記に加えて、『新撰姓氏録』に誉屋別命（誉屋別皇子：仲哀天皇皇子）後裔として記載される河内国皇別の「蘇宜部首（そがべのおびと：蘇我部氏）」と、『和名抄』に見える丹波国桑田郡の宗我部郷とに関わりを見て、誉屋別命の後裔を称するモデル人物や氏族が桑田の地に実在したとする説がある。この説の中で、後世に誉屋別命が仲哀天皇の子と位置づけられたため、倭彦王も仲哀天皇子孫と位置づけられたと推測される。
倭彦王の実在を主張する荊木美行は本来、即位を辞退したのは倭彦王の方からであり、ヤマト王権が自らの威厳を守るために逃げ出したという話に改変したのではないかと推測している。